# Đội tuyển bóng đá quốc gia Haiti
Đội tuyển bóng đá quốc gia Haiti (tiếng Pháp: Équipe d'Haïti de football) là đội tuyển cấp quốc gia của Haiti do Liên đoàn bóng đá Haiti quản lý.
Trận thi đấu quốc tế đầu tiên của đội tuyển Haiti là trận gặp đội tuyển Jamaica vào năm 1925. Thành tích tốt nhất của đội cho đến nay là chức vô địch CONCACAF 1973 và vị trí thứ tư của đại hội Thể thao liên châu Mỹ 1959. Đội đã một lần tham dự World Cup là vào năm 1974. Tại giải năm đó, đội đã để thua cả ba trận trước Ba Lan, Argentina và Ý, do đó dừng bước ở vòng bảng

## Danh hiệu
- Cúp Vàng CONCACAF: 1

Vô địch: 1973
Á quân: 1971; 1977
- Vô địch Cúp Caribe: 1

Vô địch: 2007
Á quân: 2001
Hạng ba: 1998; 1999; 2012; 2014

## Thành tích

### Giải vô địch thế giới
| World Cup | World Cup                | World Cup                | World Cup                | World Cup                | World Cup                | World Cup                | World Cup                | World Cup                |
| Năm       | Thành tích               | Thứ hạng                 | Pld                      | W                        | D*                       | L                        | GF                       | GA                       |
| --------- | ------------------------ | ------------------------ | ------------------------ | ------------------------ | ------------------------ | ------------------------ | ------------------------ | ------------------------ |
| 1930      | Không tham dự            | Không tham dự            | Không tham dự            | Không tham dự            | Không tham dự            | Không tham dự            | Không tham dự            | Không tham dự            |
| 1934      | Không vượt qua vòng loại | Không vượt qua vòng loại | Không vượt qua vòng loại | Không vượt qua vòng loại | Không vượt qua vòng loại | Không vượt qua vòng loại | Không vượt qua vòng loại | Không vượt qua vòng loại |
| 1938      | Không tham dự            | Không tham dự            | Không tham dự            | Không tham dự            | Không tham dự            | Không tham dự            | Không tham dự            | Không tham dự            |
| 1950      | Không tham dự            | Không tham dự            | Không tham dự            | Không tham dự            | Không tham dự            | Không tham dự            | Không tham dự            | Không tham dự            |
| 1954      | Không vượt qua vòng loại | Không vượt qua vòng loại | Không vượt qua vòng loại | Không vượt qua vòng loại | Không vượt qua vòng loại | Không vượt qua vòng loại | Không vượt qua vòng loại | Không vượt qua vòng loại |
| 1958      | Không tham dự            | Không tham dự            | Không tham dự            | Không tham dự            | Không tham dự            | Không tham dự            | Không tham dự            | Không tham dự            |
| 1962      | Không tham dự            | Không tham dự            | Không tham dự            | Không tham dự            | Không tham dự            | Không tham dự            | Không tham dự            | Không tham dự            |
| 1966      | Không tham dự            | Không tham dự            | Không tham dự            | Không tham dự            | Không tham dự            | Không tham dự            | Không tham dự            | Không tham dự            |
| 1970      | Không vượt qua vòng loại | Không vượt qua vòng loại | Không vượt qua vòng loại | Không vượt qua vòng loại | Không vượt qua vòng loại | Không vượt qua vòng loại | Không vượt qua vòng loại | Không vượt qua vòng loại |
| 1974      | Vòng 1                   | 15th                     | 3                        | 0                        | 0                        | 3                        | 2                        | 14                       |
| 1978      | Không vượt qua vòng loại | Không vượt qua vòng loại | Không vượt qua vòng loại | Không vượt qua vòng loại | Không vượt qua vòng loại | Không vượt qua vòng loại | Không vượt qua vòng loại | Không vượt qua vòng loại |
| 1982      | Không vượt qua vòng loại | Không vượt qua vòng loại | Không vượt qua vòng loại | Không vượt qua vòng loại | Không vượt qua vòng loại | Không vượt qua vòng loại | Không vượt qua vòng loại | Không vượt qua vòng loại |
| 1986      | Không vượt qua vòng loại | Không vượt qua vòng loại | Không vượt qua vòng loại | Không vượt qua vòng loại | Không vượt qua vòng loại | Không vượt qua vòng loại | Không vượt qua vòng loại | Không vượt qua vòng loại |
| 1990      | Không tham dự            | Không tham dự            | Không tham dự            | Không tham dự            | Không tham dự            | Không tham dự            | Không tham dự            | Không tham dự            |
| 1994      | Không vượt qua vòng loại | Không vượt qua vòng loại | Không vượt qua vòng loại | Không vượt qua vòng loại | Không vượt qua vòng loại | Không vượt qua vòng loại | Không vượt qua vòng loại | Không vượt qua vòng loại |
| 1998      | Không vượt qua vòng loại | Không vượt qua vòng loại | Không vượt qua vòng loại | Không vượt qua vòng loại | Không vượt qua vòng loại | Không vượt qua vòng loại | Không vượt qua vòng loại | Không vượt qua vòng loại |
| 2002      | Không vượt qua vòng loại | Không vượt qua vòng loại | Không vượt qua vòng loại | Không vượt qua vòng loại | Không vượt qua vòng loại | Không vượt qua vòng loại | Không vượt qua vòng loại | Không vượt qua vòng loại |
| 2006      | Không vượt qua vòng loại | Không vượt qua vòng loại | Không vượt qua vòng loại | Không vượt qua vòng loại | Không vượt qua vòng loại | Không vượt qua vòng loại | Không vượt qua vòng loại | Không vượt qua vòng loại |
| 2010      | Không vượt qua vòng loại | Không vượt qua vòng loại | Không vượt qua vòng loại | Không vượt qua vòng loại | Không vượt qua vòng loại | Không vượt qua vòng loại | Không vượt qua vòng loại | Không vượt qua vòng loại |
| 2014      | Không vượt qua vòng loại | Không vượt qua vòng loại | Không vượt qua vòng loại | Không vượt qua vòng loại | Không vượt qua vòng loại | Không vượt qua vòng loại | Không vượt qua vòng loại | Không vượt qua vòng loại |
| 2018      | Không vượt qua vòng loại | Không vượt qua vòng loại | Không vượt qua vòng loại | Không vượt qua vòng loại | Không vượt qua vòng loại | Không vượt qua vòng loại | Không vượt qua vòng loại | Không vượt qua vòng loại |
| 2022      | Không vượt qua vòng loại | Không vượt qua vòng loại | Không vượt qua vòng loại | Không vượt qua vòng loại | Không vượt qua vòng loại | Không vượt qua vòng loại | Không vượt qua vòng loại | Không vượt qua vòng loại |
| 2026      | Chưa xác định            | Chưa xác định            | Chưa xác định            | Chưa xác định            | Chưa xác định            | Chưa xác định            | Chưa xác định            | Chưa xác định            |
| 2030      | Chưa xác định            | Chưa xác định            | Chưa xác định            | Chưa xác định            | Chưa xác định            | Chưa xác định            | Chưa xác định            | Chưa xác định            |
| 2034      | Chưa xác định            | Chưa xác định            | Chưa xác định            | Chưa xác định            | Chưa xác định            | Chưa xác định            | Chưa xác định            | Chưa xác định            |
| Tổng cộng | 1 lần vòng 1             | 1/21                     | 3                        | 0                        | 0                        | 3                        | 2                        | 14                       |

### Cúp Vàng CONCACAF
| Cúp Vàng CONCACAF | Cúp Vàng CONCACAF        | Cúp Vàng CONCACAF        | Cúp Vàng CONCACAF        | Cúp Vàng CONCACAF        | Cúp Vàng CONCACAF        | Cúp Vàng CONCACAF        | Cúp Vàng CONCACAF        | Cúp Vàng CONCACAF        |
| Năm               | Vòng                     | Hạng                     | GP                       | W                        | D                        | L                        | GS                       | GA                       |
| ----------------- | ------------------------ | ------------------------ | ------------------------ | ------------------------ | ------------------------ | ------------------------ | ------------------------ | ------------------------ |
| 1963              | Không vượt qua vòng loại | Không vượt qua vòng loại | Không vượt qua vòng loại | Không vượt qua vòng loại | Không vượt qua vòng loại | Không vượt qua vòng loại | Không vượt qua vòng loại | Không vượt qua vòng loại |
| 1965              | Hạng 6                   | 6th                      | 5                        | 0                        | 1                        | 4                        | 3                        | 13                       |
| 1967              | Hạng 5                   | 5th                      | 5                        | 1                        | 0                        | 4                        | 5                        | 9                        |
| 1969              | Bị cấm tham dự           | Bị cấm tham dự           | Bị cấm tham dự           | Bị cấm tham dự           | Bị cấm tham dự           | Bị cấm tham dự           | Bị cấm tham dự           | Bị cấm tham dự           |
| 1971              | Á quân                   | 2nd                      | 5                        | 2                        | 3                        | 0                        | 9                        | 1                        |
| 1973              | Vô địch                  | 1st                      | 5                        | 4                        | 0                        | 1                        | 8                        | 3                        |
| 1977              | Á quân                   | 2nd                      | 5                        | 3                        | 1                        | 1                        | 6                        | 6                        |
| 1981              | Hạng 6                   | 6th                      | 5                        | 0                        | 2                        | 3                        | 2                        | 9                        |
| 1985              | Vòng 1                   | 9th                      | 4                        | 0                        | 0                        | 4                        | 0                        | 9                        |
| 1989              | Không vượt qua vòng loại | Không vượt qua vòng loại | Không vượt qua vòng loại | Không vượt qua vòng loại | Không vượt qua vòng loại | Không vượt qua vòng loại | Không vượt qua vòng loại | Không vượt qua vòng loại |
| 1991              | Không vượt qua vòng loại | Không vượt qua vòng loại | Không vượt qua vòng loại | Không vượt qua vòng loại | Không vượt qua vòng loại | Không vượt qua vòng loại | Không vượt qua vòng loại | Không vượt qua vòng loại |
| 1993              | Không tham dự            | Không tham dự            | Không tham dự            | Không tham dự            | Không tham dự            | Không tham dự            | Không tham dự            | Không tham dự            |
| 1996              | Không vượt qua vòng loại | Không vượt qua vòng loại | Không vượt qua vòng loại | Không vượt qua vòng loại | Không vượt qua vòng loại | Không vượt qua vòng loại | Không vượt qua vòng loại | Không vượt qua vòng loại |
| 1998              | Bỏ cuộc                  | Bỏ cuộc                  | Bỏ cuộc                  | Bỏ cuộc                  | Bỏ cuộc                  | Bỏ cuộc                  | Bỏ cuộc                  | Bỏ cuộc                  |
| 2000              | Vòng 1                   | 11th                     | 2                        | 0                        | 1                        | 1                        | 1                        | 4                        |
| 2002              | Tứ kết                   | 7th                      | 3                        | 1                        | 0                        | 2                        | 3                        | 4                        |
| 2003              | Không vượt qua vòng loại | Không vượt qua vòng loại | Không vượt qua vòng loại | Không vượt qua vòng loại | Không vượt qua vòng loại | Không vượt qua vòng loại | Không vượt qua vòng loại | Không vượt qua vòng loại |
| 2005              | Không vượt qua vòng loại | Không vượt qua vòng loại | Không vượt qua vòng loại | Không vượt qua vòng loại | Không vượt qua vòng loại | Không vượt qua vòng loại | Không vượt qua vòng loại | Không vượt qua vòng loại |
| 2007              | Vòng 1                   | 10th                     | 3                        | 0                        | 2                        | 1                        | 2                        | 4                        |
| 2009              | Tứ kết                   | 8th                      | 4                        | 1                        | 1                        | 2                        | 4                        | 7                        |
| 2011              | Không tham dự            | Không tham dự            | Không tham dự            | Không tham dự            | Không tham dự            | Không tham dự            | Không tham dự            | Không tham dự            |
| 2013              | Vòng 1                   | 9th                      | 3                        | 1                        | 0                        | 2                        | 2                        | 3                        |
| 2015              | Tứ kết                   | 6th                      | 4                        | 1                        | 1                        | 2                        | 2                        | 3                        |
| 2017              | Không vượt qua vòng loại | Không vượt qua vòng loại | Không vượt qua vòng loại | Không vượt qua vòng loại | Không vượt qua vòng loại | Không vượt qua vòng loại | Không vượt qua vòng loại | Không vượt qua vòng loại |
| 2019              | Bán kết                  | 3th                      | 5                        | 4                        | 0                        | 1                        | 9                        | 5                        |
| 2021              | Vòng 1                   | 11th                     | 3                        | 1                        | 0                        | 2                        | 3                        | 6                        |
| 2023              | Vòng 1                   | 11th                     | 3                        | 1                        | 0                        | 2                        | 4                        | 6                        |
| Tổng cộng         | 1 lần vô địch            | 16/27                    | 68                       | 24                       | 12                       | 33                       | 72                       | 96                       |

### Cúp bóng đá Nam Mỹ
| Năm       | Thành tích      | Thứ hạng       | Pld            | W              | D              | L              | GF             | GA             |                |
| --------- | --------------- | -------------- | -------------- | -------------- | -------------- | -------------- | -------------- | -------------- | -------------- |
| 1993      | Không được mời  | Không được mời | Không được mời | Không được mời | Không được mời | Không được mời | Không được mời | Không được mời | Không được mời |
| 1995      | Không được mời  | Không được mời | Không được mời | Không được mời | Không được mời | Không được mời | Không được mời | Không được mời | Không được mời |
| 1997      | Không được mời  | Không được mời | Không được mời | Không được mời | Không được mời | Không được mời | Không được mời | Không được mời | Không được mời |
| 1999      | Không được mời  | Không được mời | Không được mời | Không được mời | Không được mời | Không được mời | Không được mời | Không được mời | Không được mời |
| 2001      | Không được mời  | Không được mời | Không được mời | Không được mời | Không được mời | Không được mời | Không được mời | Không được mời | Không được mời |
| 2004      | Không được mời  | Không được mời | Không được mời | Không được mời | Không được mời | Không được mời | Không được mời | Không được mời | Không được mời |
| 2007      | Không được mời  | Không được mời | Không được mời | Không được mời | Không được mời | Không được mời | Không được mời | Không được mời | Không được mời |
| 2011      | Không được mời  | Không được mời | Không được mời | Không được mời | Không được mời | Không được mời | Không được mời | Không được mời | Không được mời |
| 2015      | Không được mời  | Không được mời | Không được mời | Không được mời | Không được mời | Không được mời | Không được mời | Không được mời | Không được mời |
| 2016      | Vòng bảng       | 16/16          | 3              | 0              | 0              | 3              | 1              | 12             |                |
| 2019      | Không được mời  | Không được mời | Không được mời | Không được mời | Không được mời | Không được mời | Không được mời | Không được mời | Không được mời |
| Tổng cộng | 1 lần vòng bảng | 1/9            | 3              | 0              | 0              | 3              | 1              | 12             |                |

### Đại hội Thể thao liên Mỹ
- (Nội dung thi đấu dành cho cấp đội tuyển quốc gia cho đến kỳ Đại hội năm 1995)

| Năm       | Thành tích    | Thứ hạng      | Pld           | W             | D             | L             | GF            | GA            |               |
| --------- | ------------- | ------------- | ------------- | ------------- | ------------- | ------------- | ------------- | ------------- | ------------- |
| 1951      | Không tham dự | Không tham dự | Không tham dự | Không tham dự | Không tham dự | Không tham dự | Không tham dự | Không tham dự | Không tham dự |
| 1955      | Không tham dự | Không tham dự | Không tham dự | Không tham dự | Không tham dự | Không tham dự | Không tham dự | Không tham dự | Không tham dự |
| 1959      | Hạng tư       | 4th           | 6             | 3             | 0             | 3             | 19            | 20            |               |
| 1963      | Không tham dự | Không tham dự | Không tham dự | Không tham dự | Không tham dự | Không tham dự | Không tham dự | Không tham dự | Không tham dự |
| 1967      | Không tham dự | Không tham dự | Không tham dự | Không tham dự | Không tham dự | Không tham dự | Không tham dự | Không tham dự | Không tham dự |
| 1971      | Vòng bảng     | 6th           | 3             | 0             | 2             | 1             | 4             | 5             |               |
| 1975      | Không tham dự | Không tham dự | Không tham dự | Không tham dự | Không tham dự | Không tham dự | Không tham dự | Không tham dự | Không tham dự |
| 1979      | Không tham dự | Không tham dự | Không tham dự | Không tham dự | Không tham dự | Không tham dự | Không tham dự | Không tham dự | Không tham dự |
| 1983      | Không tham dự | Không tham dự | Không tham dự | Không tham dự | Không tham dự | Không tham dự | Không tham dự | Không tham dự | Không tham dự |
| 1987      | Không tham dự | Không tham dự | Không tham dự | Không tham dự | Không tham dự | Không tham dự | Không tham dự | Không tham dự | Không tham dự |
| 1991      | Vòng bảng     | 5th           | 3             | 1             | 1             | 1             | 13            | 8             |               |
| 1995      | Không tham dự | Không tham dự | Không tham dự | Không tham dự | Không tham dự | Không tham dự | Không tham dự | Không tham dự | Không tham dự |
| Tổng cộng | 1 lần hạng tư | 4/17          | 15            | 4             | 4             | 7             | 37            | 39            |               |

## Cầu thủ

### Đội hình hiện tại
Đây là đội hình đã hoàn thành Cúp Vàng CONCACAF 2023.

Số liệu thống kê tính đến ngày 2 tháng 7 năm 2023 sau trận gặp Honduras.

| Số | VT | Cầu thủ               | Ngày sinh (tuổi)            | Trận | Bàn | Câu lạc bộ         |
| -- | -- | --------------------- | --------------------------- | ---- | --- | ------------------ |
| 12 | TM | Josué Duverger        | 27 tháng 4, 2000            | 6    | 0   | Santarém           |
| 1  | TM | Alexandre Pierre      | 25 tháng 2, 2001            | 7    | 0   | Strasbourg B       |
| 21 | TM | Garissone Innocent    | 16 tháng 4, 2000            | 1    | 0   | Eupen              |
|    |    |                       |                             |      |     |                    |
| 22 | HV | Alex Junior Christian | 12 tháng 5, 1993            | 47   | 1   | Telavi             |
| 2  | HV | Carlens Arcus         | 28 tháng 6, 1996            | 34   | 1   | Vitesse            |
| 4  | HV | Ricardo Adé           | 21 tháng 5, 1990            | 33   | 2   | LDU Quito          |
| 5  | HV | Djimy Alexis          | 8 tháng 10, 1997            | 8    | 1   | Hapoel Petah Tikva |
| 15 | HV | Steven Séance         | 20 tháng 2, 1992            | 4    | 1   | Sedan              |
| 10 | HV | Wilde-Donald Guerrier | 31 tháng 3, 1989            | 61   | 11  | Zira               |
| 6  | HV | Garven Metusala       | 31 tháng 12, 1999 (23 tuổi) | 5    | 0   | Forge FC           |
|    |    |                       |                             |      |     |                    |
| 11 | TV | Derrick Etienne       | 25 tháng 11, 1996           | 43   | 8   | Atlanta United     |
| 23 | TV | Bryan Alceus          | 1 tháng 2, 1996             | 35   | 0   | Olympiakos Nicosia |
| 19 | TV | Steeven Saba          | 24 tháng 2, 1993 (30 tuổi)  | 22   | 4   | Violette           |
| 8  | TV | Leverton Pierre       | 9 tháng 3, 1998             | 15   | 0   | Dunkerque          |
| 3  | TV | Jeppe Simonsen        | 21 tháng 11, 1995           | 10   | 1   | Podbeskidzie       |
| 18 | TV | Carl Fred Sainté      | 9 tháng 8, 2002             | 11   | 0   | North Texas SC     |
| 17 | TV | Danley Jean Jacques   | 20 tháng 5, 2000            | 5    | 1   | Metz               |
|    |    |                       |                             |      |     |                    |
| 9  | TĐ | Duckens Nazon         | 7 tháng 4, 1994             | 54   | 28  | CSKA Sofia         |
| 20 | TĐ | Frantzdy Pierrot      | 29 tháng 3, 1995            | 28   | 19  | Maccabi Haifa      |
| 7  | TĐ | Carnejy Antoine       | 27 tháng 7, 1991            | 19   | 12  | Hapoel Haifa       |
| 16 | TĐ | Mondy Prunier         | 22 tháng 12, 1999           | 7    | 5   | Versailles         |
| 14 | TĐ | Fabrice-Jean Picault  | 23 tháng 2, 1991 (32 tuổi)  | 3    | 0   | Nashville SC       |
| 13 | TĐ | Jayro Jean            | 22 tháng 6, 1998 (25 tuổi)  | 3    | 0   | Real Santa Cruz    |

### Triệu tập gần đây
| Vt | Cầu thủ              | Ngày sinh (tuổi)  | Số trận | Bt | Câu lạc bộ   | Lần cuối triệu tập        |
| -- | -------------------- | ----------------- | ------- | -- | ------------ | ------------------------- |
|    |                      |                   |         |    |              |                           |
| HV | Andrew Jean-Baptiste | 16 tháng 6, 1992  | 16      | 2  | Valour FC    | v. Bermuda, 28 March 2023 |
| HV | Martin Expérience    | 9 tháng 3, 1999   | 5       | 0  | Cholet       | v. Bermuda, 28 March 2023 |
|    |                      |                   |         |    |              |                           |
|    |                      |                   |         |    |              |                           |
| TĐ | Fredler Christophe   | 11 tháng 1, 2002  | 7       | 1  | Strasbourg B | v. Bermuda, 28 March 2023 |
| TĐ | Dany Jean            | 28 tháng 11, 2002 | 6       | 1  | Strasbourg B | v. Bermuda, 28 March 2023 |

- INJ Rút lui vì chấn thương.
- PRE Đội hình sơ bộ.